# 陈村镇 (绛县)
陈村镇，是中华人民共和国山西省运城市绛县下辖的一个乡镇级行政单位。

## 行政区划
陈村镇下辖以下地区：
陈村、东荆上村、东荆下村、郭家庄村、卓子沟村、紫家村、红卫村、西峪村、东峪村、陈村峪村、花圪塔村和国营山西冲压厂社区。